# Пад фашизма у Италији
Фашистичка влада Краљевине Италије, на челу са Бенитом Мусолинијем, која је била на власти од 1922, збачена је интервенцијом војске и краља Виторија Емануела III 25. јула 1943.

## Позадина
Фашистичка влада Бенита Мусолинија, која је била на власти од 1922, увела је Краљевину Италију у рат на страни Сила Осовине 10. јуна 1940, у жељи да заузме британске и француске колоније у Африци. Међутим, рат у Африци завршио се катастрофално за Италијане: Италијанска Источна Африка изгубљена је у новембру 1941, а Либија 23. јануара 1943. Италијански губици током Северноафричке и Источноафричке кампање износили су преко 400.000 мртвих, рањених и заробљених, не рачунајући колонијалне трупе, што је озбиљно пољуљало углед фашистичког режима. Најзад, 10. јула 1943. почела је савезничка инвазија Сицилије. До 1. августа Савезници су заузели средњу и западну Сицилију и потисли италијанске и немачке браниоце у североисточни део острва, где су се задржали на топографски јаким положајима.

## Државни удар
Искрцавање Савезника на Сицилију и непосредно угрожавање Апенинског полуострва били су врхунац неуспеха у рату који је водила фашистичка Италија. Противратно расположење италијанског народа и неслагање у фашистичком руководству довели су до кризе, па је на заседању Великог фашистичког већа 24/25. јула 1943. изражено неповерење дотадашњем неприкосновеном вођи, Бениту Мусолинију. Да би очувао угрожени положај династије и довео Италију у повољнији положај према Савезницима, краљ Виторио Емануеле III припремио је са високим војним круговима смену владе: уклонио је Мусолинија, а на његово место поставио маршала Пјетра Бадоља.
Пад фашистичке владе покренуо је најшире масе народа, који је захтевао окончање рата. У великим градовима демонстранти су заузели затворе и пустили политичке затворенике на слободу. Талас антифашистичког и антиратног расположења захватио је целу земљу, избиле су бројне демонстрације и штрајкови. Противратно расположење захватило је и војску.

## Последице
Нова влада распустила је фашистичку милицију и фашистичке организације, али је завела опсадно стање и објавила да се рат наставља. Пре завршетка операција на Сицилији, савезници су прогласом позвали италијанску владу и народ на капитулацију. У исто време вршени су жестоки ваздушни напади на градове и аеродроме, и први пут је бомбардован Рим. Веома тешке борбе на Сицилији трајале су до средине августа, када су Немци напустили острво. У то време влада маршала Бадоља почела је преговоре о капитулацији.